# 맑은 고딕
맑은 고딕(Malgun Gothic)은 오픈타입 글꼴로서 클리어타입을 본격적으로 지원하기 위한 힌팅 정보가 들어있는 한글 글꼴로, 산돌커뮤니케이션이 만들고 마이크로소프트가 배포했다. Segoe 글꼴을 기반으로 만들어졌다.

## 개요
이전까지 윈도우의 기본 한글 글꼴은 굴림체였으나, 마이크로소프트 윈도우 비스타 운영 체제부터 기본 글꼴을 맑은 고딕으로 바꾸었다. 따라서 약 12년 만에 한국어 윈도우 기본 글꼴이 바뀐 것이다. 마이크로소프트 오피스 2007, 2010, 2013 그리고 2016과 윈도우 비스타, 7, 윈도우 서버 2008, 윈도우 8, 8.1, 윈도우 10에 포함되어 있다. 윈도우 8용(버전 6.22)과 윈도우 8.1용(버전 6.50)은 옛 한글 완성자를 표시할 수 있다.
윈도우 10에서 '맑은 고딕 Semilight' 글꼴이 추가되었다.
XP용 맑은 고딕은 마이크로소프트에서 정식으로 배포 중이다.

## 기술적 특징
KS X 1001에 있는 모든 특수 문자와 한글 11172자를 지원하나 옛 한글과 한자는 윈도우 8용 맑은 고딕부터 포함하고 있다. 또한 클리어타입 렌더링을 더 잘 지원하기 위한 힌팅 인스트럭션 정보를 포함하고 있는 거의 최초의 한글 폰트로, 낮은 해상도의 디스플레이 장치를 위해 따로 비트맵 글꼴(EBDT)을 포함하고 있지 않다. 일반적으로 클리어타입 렌더링을 위한 힌팅은 기존의 힌팅보다 간단하고 y축을 중심으로 하는 경향이 있다. 맑은 고딕 또한 y축으로의 힌팅만을 주로 하고 x축으로의 힌팅은 거의, 혹은 전혀 하지 않았다는 것이 큰 특징이다. 따라서 클리어타입 렌더링을 지원하지 않거나 설정하지 않았을 때, 평판 디스플레이(예를 들어 액정 디스플레이) 화면이 아닌 환경에서는 오히려 힌팅이 덜 된 모양으로 격자에 들어 맞지 않아 희미하게 보이거나 일부 선이 잘려 표현된다.

## 표현상의 한계
- 한글 이외의 문자 표현

맑은 고딕이 클리어타입 방식을 적용한 한글을 표현하는 게 주 목적이어서 한글이 아닌 문자 표현은 다른 언어의 윈도우에 비해 덜 미려해 보인다. 로마자 표현은 윈도우 비스타에 추가된 로마자용 글꼴인 Segoe UI가 더 깔끔하게 표현한다.
- 그레이 스케일 환경의 맑은 고딕

맑은 고딕은 그레이 스케일 힌팅처리가 되어 있지 않아서, 윈도우에서 클리어 타입을 활성화시키지 않고, 표준 그레이 스케일 환경에서 볼 경우 흐릿하게 보이는 현상이 있다.
- 기타

문자에 따라 글자의 높이(height)가 다르다. 예를 들어 마이크로소프트 원노트의 글상자에 맑은 고딕으로 입력하면, 로마자만으로 이루어진 줄은 한글이 섞여 있는 줄에 비해 줄의 높이가 작기 때문에 줄 간격이 일정하지 않게 된다.

## 같이 보기
- 노토 폰트
- 메이리오 - 일본어 윈도우 기본글꼴
- 마이크로소프트 정흑체(영어판) - 중국어 정자체(대만 윈도우) 기본글꼴
- 마이크로소프트 아흑체(영어판) - 중국어 간자체(중국 윈도우) 기본글꼴
- 고딕체
- 나눔글꼴 (우분투)
- 클리어타입
- 컴퓨터 글꼴
- 윤고딕 700
- 산돌고딕네오